# 羅賓斯冰原島峰
83°12′S 57°5′W / 83.200°S 57.083°W
羅賓斯冰原島峰（英語：Robbins Nunatak）是南極洲的冰原島峰，位於伊利沙伯女皇地，處於戈雷斯基山東北面15公里，屬於彭薩科拉山脈中施密特山的一部分，美國地質調查局根據測量和該國海軍的空中照片繪入地圖，現時由南極條約體系管理。